# Ballades au pays de Mère l'Oie
Ballades au pays de Mère l'Oie (Mixed-Up Mother Goose) est un jeu vidéo d'aventure ludo-éducatif développé et édité par Sierra On-Line, sorti en 1987 sur DOS, Windows, Amiga, Apple II, Apple IIGS, Atari ST, Mac OS et FM Towns.

## Accueil
Selon Sierra On-Line, le jeu s'était vendu à plus de 500 000 exemplaires en 1995.